# Ancohuma
Ancohuma (nebo také Janq'u Uma) je třetí nejvyšší hora Bolívie. Nachází se v severní části pohoří Cordillera Real v Andách, východně od jezera Titicaca, nedaleko od hory Illampu. Prvovýstup na horu provedli dne 11. června 1919 Rudolf Dienst a Adolf Schulze. Výstup provedli jihozápadní stěnou. Další možnosti výstupu jsou přes severozápadní hřeben a západní stěnu.